# Rune Paeshuyse
Rune Paeshuyse, né le 22 mars 2002 à Edegem en Belgique, est un footballeur belge qui joue au poste de défenseur central à la KAS Eupen.

## Biographie

### En club
Né à Edegem en Belgique, Rune Paeshuyse est notamment formé par le KV Turnhout avant de poursuivre sa formation à la KV Malines. Il signe son premier contrat professionnel avec le club le 23 janvier 2020 jusqu'en 2022. C'est avec ce club qu'il fait ses débuts en professionnel, jouant son premier et unique match le 14 mai 2022, lors d'une rencontre de championnat face au Sporting Charleroi. Remplaçant, il entre à la 90e minute de jeu à la place de Bas Van den Eynden. Son équipe s'incline sur le score de trois buts à deux.
Le 24 mai 2022, Paeshuyse s'engage pour trois ans à la KAS Eupen. Le 28 août 2022, il fait ses débuts avec le club germanophone contre le KVC Westerlo. Titulaire, il joue l'intégralité de la rencontre. Eupen s'impose un but à zéro.
Peu à peu, le défenseur s'impose en équipe première, devenant un joueur régulier du onze de départ. Il est récompensé en août 2023 par un nouveau contrat avec Eupen. Il est alors lié au club jusqu'en juin 2028.